# Gymnoloma femorata
Gymnoloma femorata är en skalbaggsart som beskrevs av Hermann Burmeister 1844. Gymnoloma femorata ingår i släktet Gymnoloma och familjen Melolonthidae. Inga underarter finns listade i Catalogue of Life.